# Maybelle Reichardt

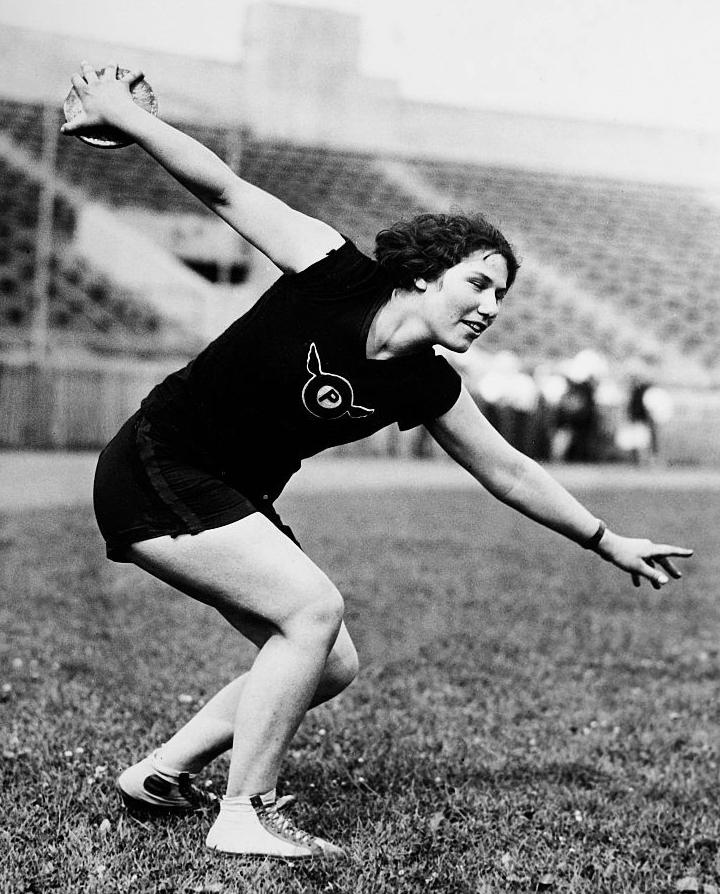
Maybelle Reichardt bei den US-Meisterschaften 1928

Maybelle Reichardt (verheiratete Hopkins; * 27. Mai 1907 in Los Angeles; † 4. November 1999 in Pasadena, Kalifornien) war eine US-amerikanische Diskuswerferin.
Bei den Olympischen Spielen 1928 in Amsterdam wurde sie Siebte mit 33,52 m.
1925 und 1928 (mit dem nationalen Rekord von 35,59 m) wurde sie US-amerikanische Meisterin.